# Alvor
A Freguesia de Alvor, com sede na vila de Alvor, é uma freguesia portuguesa do Município de Portimão com 15,25 km² de área e 6314 habitantes (censo de 2021), tendo, assim, uma densidade populacional é 414 hab./km².
Limita com as seguintes freguesias: Mexilhoeira Grande (N), Portimão (E) e Odiáxere (O).

## História

### Pré-história
A ocupação humana na área de Alvor iniciou-se ainda durante a pré-história, tendo sido encontrados materiais líticos do Paleolítico nas imediações, incluindo na Praia do Vau e na Ponta de João Arens. Em termos do Neolítico, foram encontrados materiais nos sítios do Grajão Montes de Cima e da Cerca Nova, podendo este último ter feito parte de um povoado. O arqueólogo Estácio da Veiga também referiu a existência de achados daquele período no interior da vila.

### Antiguidade
Na transição para a antiguidade clássica, destaca-se a necrópole do Areeiro, da Idade do Bronze, já desaparecida.
O primeiro assentamento na área de Alvor terá sido um castro, situado sensivelmente no local da Vila Velha, e que teria sido fundado pelos celtiberos durante a Idade do Ferro. Esta povoação estava ligada ao oceano através da Ria de Alvor, sendo um testemunho da forte relação que existiu entre Alvor e as funções marítimas, principalmente a pesca, ao longo da sua história. Poderá ter sido a cidade de Ipses, que chegou a cunhar as suas próprias moedas, prova da importância que alcançou do ponto de vista económico.
Segundo vários autores, por volta de 436 a.C. poderá ter sido fundada, na zona de Alvor, a povoação de Portus Hannibalis, pelo comandante militar cartaginês Aníbal Barca. Conforme menciona João de Barros - "Alvor, vila no Reino do Algarve, sabia-se chamar Porto de Aníbal, como diz Florian". Este povoado afirmou-se como um importante entreposto comercial. Posteriormente o território passou a fazer parte da civilização romana, tendo sido ocupado de forma muito intensa durante este período histórico, devido à grande quantidade de sítios arqueológicos e achados daquele período. Por exemplo, no sítio de Castelhanas, em Montes de Cima, foram descobertos vestígios de estruturas, e na Galazeira foram encontradas ruínas de muros e muitos materiais de construção, além de fragmentos de ânforas, Dentro de Alvor, foi identificada uma galeria subterrânea na Ladeira da Nora, e foram descobertos fragmentos de cerâmica em vidro e terra sigillata, moedas e outras peças. Dragagens feitas na Ria de Alvor confirmaram o movimento portuário durante aquele período, tendo sido encontradas várias moedas, uma sonda náutica em chumbo, e fragmentos de uma jarra ática.
A povoação continuou a ser habitada ao longo da antiguidade tardia, tendo sido descobertos vários materiais daquela época no sítio da Amoreira, durante a construção do Blue Pestana Hotel.

### Período islâmico e reconquista
Em 716, no curso da Invasão Muçulmana foi conquistada pelos mouros e começou a ser referida como Albur ou Alvor, termo que pode ser traduzido como campo inculto, e que poderá ter sido o nome da serra onde foi construído o castelo de Alvor, de que restam apenas vestígios
Em termos de vestígios islâmicos, foram encontrados materiais na Rua Dr. Frederico Ramos Mendes, no centro de Alvor, eno sítio de Marachique.
Alvor foi reconquistada por D. Sancho I em 3 de Junho 1189, com o apoio dos cruzados, mas voltou a ser perdida pouco tempo depois, tendo sido tomada definitivamente pelos cristãos em 1250 com a conquista do Algarve por D. Afonso III. O castelo terá sido reedificado pelo rei D. Dinis em 1300, passando a funcionar como uma defesa da faixa costeira contra os ataques de piratas e corsários.
Entre os vestígios da Idade Média na região de Alvor, destaca-se a existência de sepulturas escavadas no solo, no sítio de Maria Pires, nas imediações da Ria de Alvor.

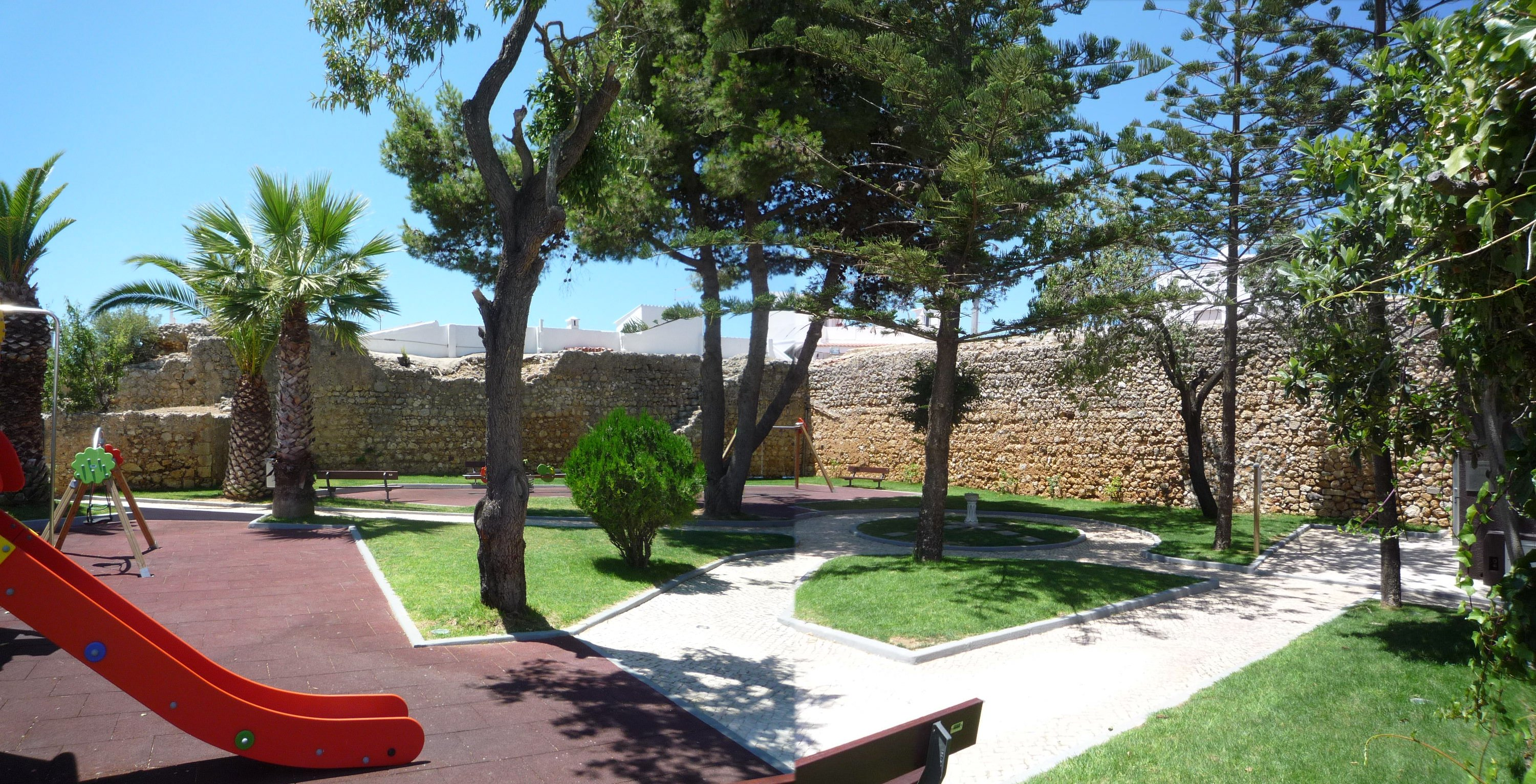
Interior do Castelo de Alvor, onde foi instalado um parque infantil.

### Séculos XV a XIX
Alvor tornou-se num condado e senhorio de D. Afonso, Conde de Faro, por uma carta de 22 de Maio de 1469, do rei D. Afonso V. Porém, D. Afonso foi acusado de ter feito parte da conspiração contra o rei D. João II, entre 1483 e 1484, pelo que o condado foi extinto, tendo Alvor regressado aos bens da coroa. O monarca viria a falecer na aldeia de Alvor em 25 de Outubro de 1495, num palacete de Álvaro de Ataíde, situado na Rua do Poço, tendo vindo para esta região do barlavento algarvio no sentido de frequentar as fontes termais de Monchique. Pouco antes de morrer, manifestou a vontade de promover Alvor à categoria de vila, medida que só foi concretizada pelo seu sucessor, D. Manuel, e confirmada por um diploma de 28 de Dezembro de 1498, sendo desagregada do território de Silves. Nos finais da centúria existem registos da presença de uma judiaria em Alvor.
Nos finais do século XV a posição de alcaide de Alvor era ocupada por membros da influente família Ataíde, tendo Álvaro de Ataíde (filho) assumido funções em 1497. Foi provavelmente por sua ordem que foi construída a Paroquial de Alvor, nos princípios do século XVI.
O título de Conde de Alvor foi criado em 1683 por D. Pedro II, sendo extinto aquando do Processo dos Távoras, pela condenação do 3º Conde de Alvor, Francisco de Assis de Távora.[carece de fontes?]
Em 1573, o rei D. Sebastião ordenou a construção de uma cintura de muralhas em redor da povoação, obra que no entanto não terá chegado a ser concluída, e segundo o historiador João Baptista da Silva Lopes, em 13 de Dezembro de 1585 foi emitido o primeiro foral de Alvor, já durante o reinado de D. Filipe. Terá sido ainda no século XVI que foi fundada a Santa Casa da Misericórdia de Alvor, que na centúria seguinte construiu uma igreja na vila. Foi também no período seiscentista que foi edificada a igreja de Montes de Alvor.
Segundo o documento Noticias das Almadravas do Reyno do Algarve, de 1721, nas imediações da barra de Alvor existia uma uma armação para a pesca do atum, conhecida como almadrava, sendo estas estruturas consideradas de grande importância para a economia regional. Alvor foi atingida pelo Sismo de 1755, que destruiu o castelo e danificou gravemente a Igreja Matriz.
Alvor perdeu o estatuto de concelho no início do século XIX. O pequeno município era constituído apenas pela vila e tinha, em 1801, 1 288 habitantes.[carece de fontes?]

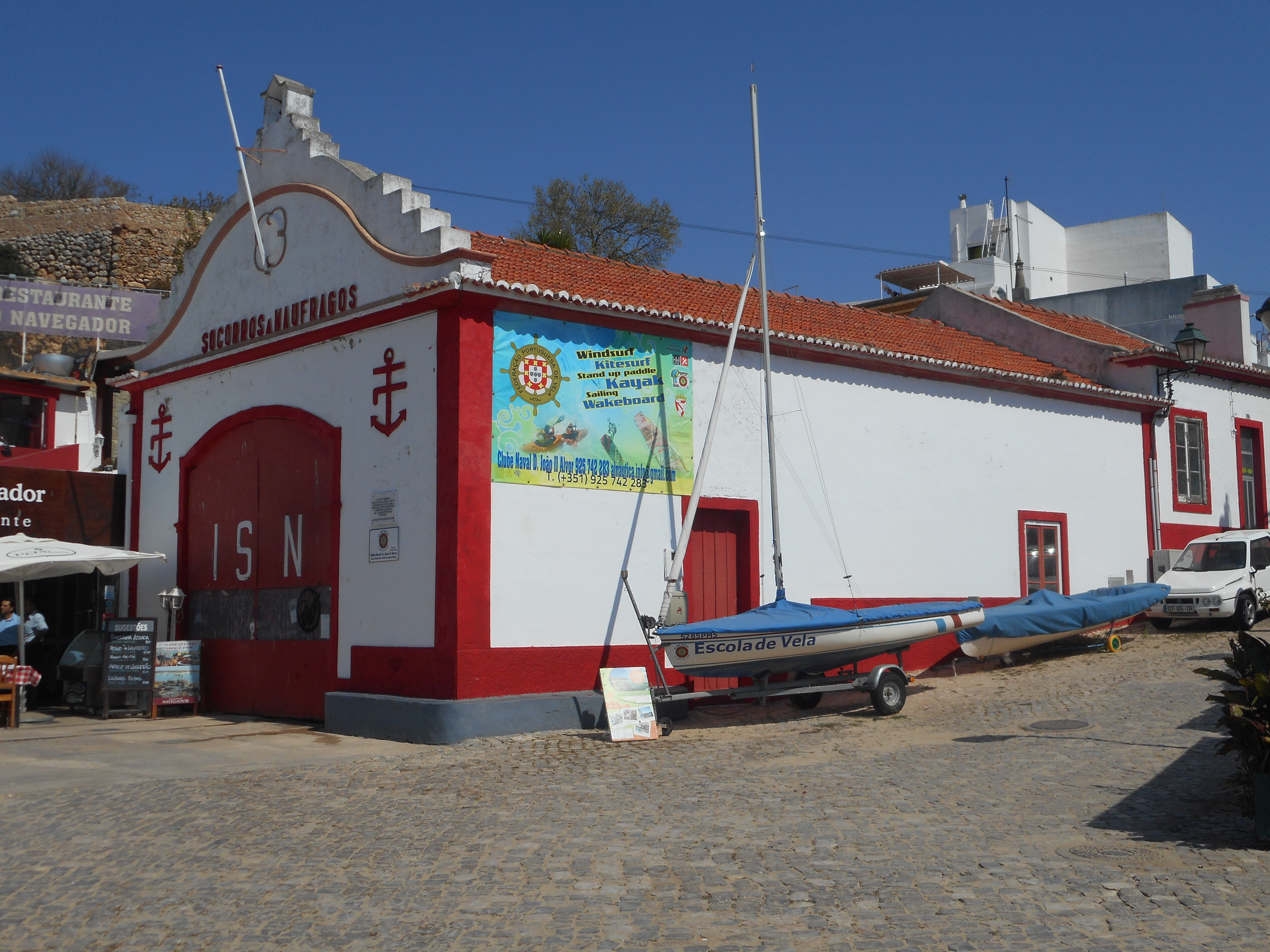
Estação de Socorros a Náufragos de Alvor, um importante testemunho da relação entre a vila e o mar.

### Séculos XX e XXI
Entre as décadas de 1960 e 1970 a freguesia de Alvor assistiu a uma grande expansão do ponto de vista urbanístico, com a construção de vários hotéis e outros tipos de edifícios. Entre estas destacam-se o Casino de Alvor e a Igreja de Santo André, esta última concluída em 1970, e duas grandes unidades hoteleiras, ambas datadas da segunda metade da década de 1960: o Hotel Delfim, posteriormente conhecido como Aviz, que foi concebido pelo arquitecto Alberto Cruz, e o Hotel de Alvor, desenhado por Gonçalo Ribeiro Telles, que se destacou como um dos principais equipamentos deste tipo na região. Também em 1969 a Junta de Freguesia de Alvor construiu o cemitério da vila.
Entre 1975 e 1976 foi construído o Bairro SAAL do Alvor, como parte de um programa estatal iniciado na sequência da Revolução de 25 de Abril de 1974. Em 10 de Junho de 1975 foi aí assinado o Acordo de Alvor, assinado entre o governo português e os três principais movimentos de libertação de Angola.
Em 1988 Alvor foi elevada a vila, pela Lei n.º 42, de 19 de Abril.
Em 1997 foi inaugurada a biblioteca de Alvor. Ainda no século XX destaca-se também a construção da lota e da Estação de Socorros a Náufragos. Em 2001 foi construído o Centro de Dia da Santa Casa da Misericórdia.
No século XXI, a vila e a freguesia de Alvor afirmaram-se como um importante destino turístico, tendo o território da freguesia entrado num processo de grande desenvolvimento, tanto do ponto de vista económico como social.

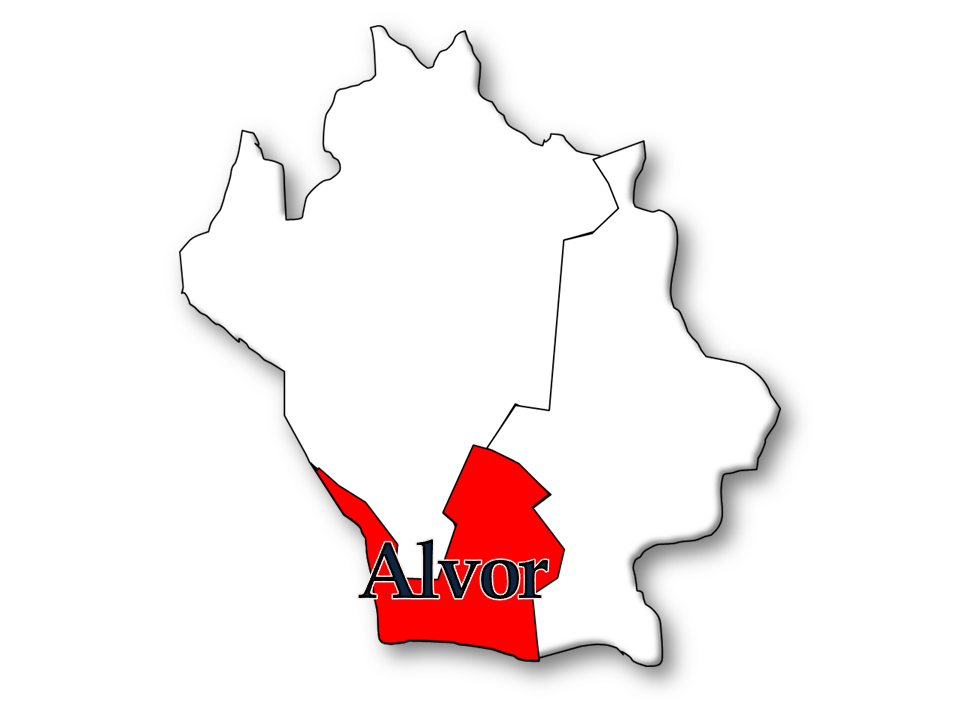
Localização da Freguesia de Alvor no Município de Portimão

## Demografia
A população registada nos censos foi:
| Distribuição da População por Grupos Etários | Distribuição da População por Grupos Etários | Distribuição da População por Grupos Etários | Distribuição da População por Grupos Etários | Distribuição da População por Grupos Etários |
| -------------------------------------------- | -------------------------------------------- | -------------------------------------------- | -------------------------------------------- | -------------------------------------------- |
| Ano                                          | 0-14 Anos                                    | 15-24 Anos                                   | 25-64 Anos                                   | > 65 Anos                                    |
| 2001                                         | 718                                          | 648                                          | 2726                                         | 885                                          |
| 2011                                         | 964                                          | 552                                          | 3415                                         | 1223                                         |
| 2021                                         | 846                                          | 629                                          | 3276                                         | 1563                                         |

## Atividades
Terra de tradição marítima e piscatória, de profundas crenças religiosas, assinaladas pela Igreja Matriz, donde se destaca o seu pórtico principal de grande riqueza decorativa, esteve desde sempre sujeita aos infortúnios da faina e infortúnios do mar. Hoje, paralelamente com a pesca de cariz artesanal, a restauração, o comércio e o turismo são as actividades económicas principais.
Alvor é conhecida pelas suas praias e pela sua aldeia piscatória junto à foz do rio.
Embora seja costume ouvir os visitantes ou pessoas de fora chamar "O Alvor" à vila, a designação "O Alvor" se refere ao rio com o mesmo nome. Para alguém se referir a Alvor, simplesmente deve indicar Alvor ou vila de Alvor.
A sua principal indústria é o turismo.
Existe um aeródromo em Alvor (Montes de Alvor/Penina), conhecido frequentemente por (PTM) /Portimão.

## Praia
Cercada por hotéis e empreendimentos turísticos, o seu extenso areal tem suficiente espaço para albergar os milhares de banhistas que a procuram no Verão. Na retaguarda da praia situa-se a Ria de Alvor, uma importante zona húmida onde nidificam ou se protegem e alimentam muitas espécies de aves.

## Património
- Apeadeiro de Alvor
- Castelo de Alvor ou Ruínas do Forte de Alvor
- Estação de Socorros a Náufragos de Alvor
- Hotel da Penina
- Igreja Paroquial de Alvor ou Igreja do Divino Salvador de Alvor, com o morábito anexo
- Igreja de Santo André (Penina)
- Lota de Alvor
- Morábito de São Pedro
- Morábito de São João
- Ria de Alvor, um sítio Natura 2000
- Complexo Torralta Alvor
- Pólo de Leitura de Alvor

## Personalidades ilustres
- Conde de Alvor